# Landesregierung Lechner II
Die Landesregierung Lechner II bildet die Salzburger Landesregierung in der 5. Gesetzgebungsperiode unter Landeshauptmann Hans Lechner von der Wahl der Landesregierung am 19. Juni 1964 bis zur Wahl der Nachfolgeregierung Lechner III am 14. Mai 1969.
Nach der Landtagswahl 1964 hatte sich die Zusammensetzung der Landesregierung nicht verändert. Die Österreichische Volkspartei (ÖVP) stellte weiterhin den Landeshauptmann, den Zweiten Landeshauptmann-Stellvertreter und einen Landesrat, während die Sozialistische Partei Österreichs (SPÖ) neben dem Ersten Landeshauptmann-Stellvertreter zwei Landesräte in die Regierung entsandte. Auch die Freiheitliche Partei Österreichs (FPÖ) konnte ihren Landesrat halten. Auch personell war die Vorgängerregierung Lechner I unverändert in die neue Regierungsperiode gegangen. Zu einer Änderung während der Amtsperiode Lechner II kam es lediglich am 3. November 1966 als Franz Peyerl von Karl Steinocher als Erster Landeshauptmann-Stellvertreter abgelöst wurde.

## Regierungsmitglieder
| Amt                                                     | Name              | Partei | Ressorts |
| ------------------------------------------------------- | ----------------- | ------ | -------- |
| Landeshauptmann                                         | Hans Lechner      | ÖVP    |          |
| 1. Landeshauptmann-Stellvertreter ab 3. November 1966   | Karl Steinocher   | SPÖ    |          |
| 2. Landeshauptmann-Stellvertreter                       | Michael Haslinger | ÖVP    |          |
| Landesrat                                               | Josef Kaut        | SPÖ    |          |
| Landesrat                                               | Walter Leitner    | FPÖ    |          |
| Landesrat                                               | Josef Weisskind   | SPÖ    |          |
| Landesrat                                               | Rupert Wolfgruber | ÖVP    |          |
| Vorzeitig ausgeschiedene Mitglieder der Landesregierung |                   |        |          |
| 1. Landeshauptmann-Stellvertreter bis 3. November 1966  | Franz Peyerl      | SPÖ    |          |